# Mateo de Aranda
Mateo de Aranda ([...?] - Coimbra, Portugal, 1548) fou un músic i teòric musical espanyol.
Després d'estudiar a Alcalà d'Henares i a Itàlia, vers l'any 1530 s'establí a Portugal, on es creu que fou organista de la catedral d'Évora i professor de la Universitat de Coïmbra. Aranda és citat en el Catálogo de la Biblioteca Real de Portugal com a autor d'un Tratado de canto llano i d'un Tratado de canto mesurábile y de contrapunto.